# Похоронный марш памяти Рикарда Нурдрока
Похоронный марш памяти Рикарда Нурдрока (норв. Sørgemarsch over Rikard Nordråk) — пьеса Эдварда Грига, написанная в 1866 году в память о друге и коллеге, безвременно умершем композиторе Рикарде Нурдроке. Примерная продолжительность звучания 8 минут.
Нурдрок скончался в Берлине 20 марта. Григ, находившийся в это время в Риме, узнал об этом 6 апреля и набросал ноты погребального марша в своём дневнике. Первоначальная редакция пьесы была фортепианной. Позднее сам Григ оркестровал пьесу для духового оркестра, транспонировав её из ля минора в си бемоль минор и организовав эффектный текстурный контраст противопоставлением трубы и кларнетов. Григ хотел, чтобы эта редакция исполнялась на его собственных похоронах. Это, однако, оказалось невозможным, и была исполнена симфоническая оркестровка Юхана Халворсена.